# Himmerich
Le Himmerich (familièrement appelé « navire géant ») est une montagne de 366,4 mètres de haut dans le massif des Siebengebirge, au sud du Rhin. 
Elle est située à environ quatre kilomètres à l'est du Rhin, entre la ville de Bad Honnef et son district de Himberg. À environ 35 mètres sous le sommet se trouve sur le versant sud-ouest un plateau à partir duquel on a une belle vue sur Bad Honnef, le Löwenburg, le Drachenfels et quelques petites montagnes des Siebengebirge. Ce plateau et la paroi abrupte menant au sommet témoignent de l'ancienne exploitation du Himmerich comme carrière de latite.